# 北海道道386号有珠停車場線
北海道道386号有珠停車場線（ほっかいどうどう386ごう うすていしゃじょうせん）は、北海道伊達市内を結ぶ一般道道（北海道道）である。

## 概要

### 路線データ
- 起点：北海道伊達市有珠町（JR北海道 室蘭本線 有珠駅）
- 終点：北海道伊達市有珠町（国道37号交点）
- 総延長：0.066 km
- 実延長：0.056 km
- 重用延長：0.010 km

### 道路管理者
- 胆振総合振興局 室蘭建設管理部 洞爺出張所

## 歴史
- 1961年（昭和36年）3月31日 路線認定[1]。

## 地理

### 通過する自治体
- 胆振総合振興局
  - 伊達市

### 交差する道路
伊達市
- 国道37号 - 有珠町（終点）

### 沿線にある施設など
伊達市
- JR北海道 室蘭本線 有珠駅